# Albbruck
Albbruck ist eine Gemeinde im Landkreis Waldshut im Süden Baden-Württembergs.

## Geographie

### Lage
Albbruck liegt am Südrand des Schwarzwaldes an der Mündung der Alb in den Hochrhein, der hier die Grenze zur Schweiz bildet.

### Nachbargemeinden
Die Gemeinde grenzt im Norden an Dachsberg, im Osten an die Kreisstadt Waldshut-Tiengen und Dogern, im Süden an die Schweizer Gemeinden Schwaderloch und Mettauertal, im Westen an Laufenburg und Görwihl.

### Gemeindegliederung
Zur Gemeinde Albbruck in den Grenzen vom 31. Dezember 1974 mit den bis dahin selbständigen Gemeinden Birkingen, Birndorf, Buch, Schachen und Unteralpfen gehören insgesamt 20 Dörfer, Weiler, Höfe und Häuser:
- Das Dorf Albbruck mit Alb und den Gemeindeteilen Albert und Kiesenbach.
- Zur ehemaligen Gemeinde Birkingen gehören die Dörfer Birkingen und Kuchelbach, der Weiler Bohland und das Gehöft Behlen.
- Zur ehemaligen Gemeinde Birndorf gehören die Dörfer Birndorf und Schadenbirndorf und das Gehöft Mühle.
- Zur ehemaligen Gemeinde Buch gehören das Dorf Buch, die Weiler Etzwihl, Haide, Hechwihl und Steinbach sowie die Häuser Görwihler Steg und Hohenfels; dort liegt auch die abgegangene Burg Rihburg oder Iburg.[2]
- Zur ehemaligen Gemeinde Schachen gehört das Dorf Schachen.
- Zur ehemaligen Gemeinde Unteralpfen[3] gehören das Dorf Unteralpfen mit der Unteralpfener Mühle und die Häuser Stieg[4][5][6] und Jugendheim; das Nachbardorf Oberalpfen ist heute ein Stadtteil der Kreisstadt Waldshut-Tiengen.

## Geschichte
Der namensgebende Ortskern Albbruck mit seinen Ortsteilen Kiesenbach, Alb und Albert wurde 1403 erstmals genannt. Der Ortsteil Birkingen wurde erstmals 814 als „Birchinga“ urkundlich erwähnt und gehörte zunächst dem Kloster St. Gallen, bis er 1528 an das Kloster St. Blasien fiel. Birndorf wurde ebenfalls 814 erstmals in einer Urkunde erwähnt. Der Ortsteil besitzt eine dreischiffige Kirche im romanischen Stil. Die Kirche gehörte zum Deutschen Orden, der seinen Sitz in Schloss Beuggen hatte. Seit 1271 gehörte der Dinghof in Birndorf zum Kloster St. Blasien. Der Ortsteil Buch wird als „Puach“ im St. Galler Urkundenbuch erwähnt.
In den Sandsteinbrüchen bei Unteralpfen wurde um 1850 ein „Fragment“ eines Labyrinthodontia sp. entdeckt. Es wurde im Naturkundemuseum in Karlsruhe bei Bombenangriffen 1942 zerstört.
1929 bis 1934 wurde das Kraftwerk Albbruck-Dogern gebaut, unter der Leitung des Schweizer Bauingenieurs Heinrich Eduard Gruner, der dafür 1933 Ehrenbürger in Albbruck wurde.
Am 2. April 1945 wurde Albbruck Ziel eines Luftangriffes. 4 Personen verloren ihr Leben.
Am 1. Juli 1991 wurden die Archive des Landkreises in eine neuerbaute Halle im Industriegebiet zu dem Kreisarchiv des Landkreises Waldshut zusammengelegt.

### Räumliche Entwicklung
Am 1. April 1924 wurden die bis dahin selbstständigen Gemeinden Albbruck, Alb und Kiesenbach zur „neuen“ Gemeinde Albbruck vereinigt. Am 1. Oktober 1936 wurde die Gemeinde Albert in diese Gemeinde eingemeindet. Im Zuge der Gemeindegebietsreform in Baden-Württemberg wurden am 1. Januar 1973 die beiden bis dahin selbstständigen Gemeinden Birndorf und Schachen (Landkreis Säckingen) eingemeindet und die heutige Gemeinde Albbruck durch Vereinigung zum 1. Januar 1975 aus den Gemeinden Albbruck, Birkingen, Buch und Unteralpfen neu gebildet.

## Politik

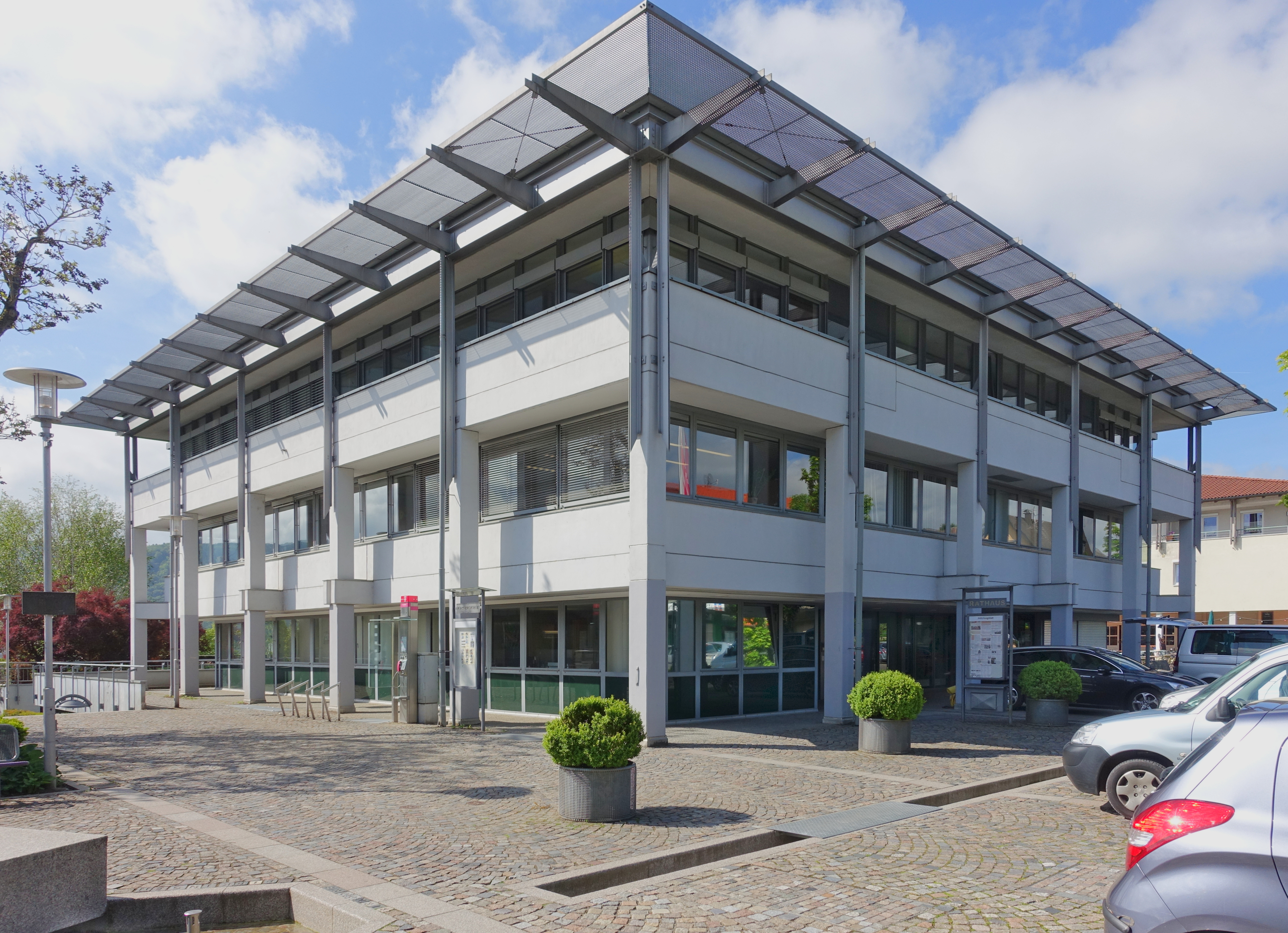
Rathaus Albbruck

### Gemeinderat
In Albbruck wird der Gemeinderat nach dem Verfahren der unechten Teilortswahl gewählt. Dabei kann sich die Zahl der Gemeinderäte durch Überhangmandate verändern. Der Gemeinderat in Albbruck besteht aus den 25 gewählten ehrenamtlichen Gemeinderäten und dem Bürgermeister als Vorsitzendem. Der Bürgermeister ist im Gemeinderat stimmberechtigt. Die Kommunalwahl am 9. Juni 2024 führte zu folgendem Endergebnis.
| Parteien und Wählergemeinschaften | Parteien und Wählergemeinschaften           | % 2024  | Sitze 2024 | % 2019  | Sitze 2019 | Kommunalwahl 2024 %6050403020100 53,73 %26,13 %13,77 %6,36 % CDUFWSPDGrüneGewinne und Verlusteim Vergleich zu 2019 %p 4 2 0 −2 −4+2,39 %p−0,93 %p−0,41 %p−1,06 %pCDUFWSPDGrüne |
| CDU                               | Christlich Demokratische Union Deutschlands | 53,73   | 13         | 51,34   | 13         | Kommunalwahl 2024 %6050403020100 53,73 %26,13 %13,77 %6,36 % CDUFWSPDGrüneGewinne und Verlusteim Vergleich zu 2019 %p 4 2 0 −2 −4+2,39 %p−0,93 %p−0,41 %p−1,06 %pCDUFWSPDGrüne |
| FW                                | Freie Wählervereinigung                     | 26,13   | 7          | 27,06   | 7          | Kommunalwahl 2024 %6050403020100 53,73 %26,13 %13,77 %6,36 % CDUFWSPDGrüneGewinne und Verlusteim Vergleich zu 2019 %p 4 2 0 −2 −4+2,39 %p−0,93 %p−0,41 %p−1,06 %pCDUFWSPDGrüne |
| SPD                               | Sozialdemokratische Partei Deutschlands     | 13,77   | 3          | 14,18   | 4          | Kommunalwahl 2024 %6050403020100 53,73 %26,13 %13,77 %6,36 % CDUFWSPDGrüneGewinne und Verlusteim Vergleich zu 2019 %p 4 2 0 −2 −4+2,39 %p−0,93 %p−0,41 %p−1,06 %pCDUFWSPDGrüne |
| GRÜNE                             | Bündnis 90/Die Grünen                       | 6,36    | 2          | 7,42    | 2          | Kommunalwahl 2024 %6050403020100 53,73 %26,13 %13,77 %6,36 % CDUFWSPDGrüneGewinne und Verlusteim Vergleich zu 2019 %p 4 2 0 −2 −4+2,39 %p−0,93 %p−0,41 %p−1,06 %pCDUFWSPDGrüne |
| gesamt                            | gesamt                                      | 100,0   | 25         | 100,0   | 26         | Kommunalwahl 2024 %6050403020100 53,73 %26,13 %13,77 %6,36 % CDUFWSPDGrüneGewinne und Verlusteim Vergleich zu 2019 %p 4 2 0 −2 −4+2,39 %p−0,93 %p−0,41 %p−1,06 %pCDUFWSPDGrüne |
| Wahlbeteiligung                   | Wahlbeteiligung                             | 60,14 % | 60,14 %    | 58,10 % | 58,10 %    | Kommunalwahl 2024 %6050403020100 53,73 %26,13 %13,77 %6,36 % CDUFWSPDGrüneGewinne und Verlusteim Vergleich zu 2019 %p 4 2 0 −2 −4+2,39 %p−0,93 %p−0,41 %p−1,06 %pCDUFWSPDGrüne |

### Bürgermeister
Bürgermeister ist seit 2007 Stefan Kaiser. Er wurde 2015 und 2023 wiedergewählt.

### Wappen
| Wappen der Gemeinde Albbruck | Blasonierung: „In Silber (Weiß) auf blauem Wellenschildfuß eine durchgehende, einbogige rote Steinbrücke, darauf zwei grüne Tannen.“ |
| Wappen der Gemeinde Albbruck | Wappenbegründung: Das Wappen geht auf das Stabhalteramtssiegel der Kolonie Albbruck vom Ende des 19. Jahrhunderts zurück, das als Siegelbild eine Gebirgslandschaft mit Brücke und Fluss zeigt. Am 2. November 1956 verlieh das Innenministerium der Gemeinde das nach diesem Vorbild entworfene Wappen und eine Flagge in den Farben Rot-Weiß. Es handelt sich um ein historisch begründetes, redendes Wappen. Der Wellenschildfuß versinnbildlicht die Alb, an deren Mündung in den Hochrhein Albbruck liegt. Die Tannen stehen für die Grafschaft Hauenstein, zu der alle Teilgemeinden außer Unteralpfen gehörten und die in ihrem Siegel eine bewurzelte Tanne führte. Nach der Vereinigung von Albbruck mit Birkingen, Buch und Unteralpfen am 1. Januar 1975 sollten dieses Wappen und die Flagge auf Beschluss der Gemeinde hin beibehalten werden. Die Neuverleihung erfolgte am 13. Mai 1977 durch das Landratsamt Waldshut. |

#### Wappen der ehemals selbständigen Gemeinden
| Birkingen | Birndorf | Schachen | Unteralpfen | Buch |

### Gemeindepartnerschaften
Albbruck unterhält seit 1965 eine offizielle Partnerschaft mit der italienischen Gemeinde Carmignano di Brenta, Region Venetien, Provinz Padua.

## Wirtschaft und Infrastruktur

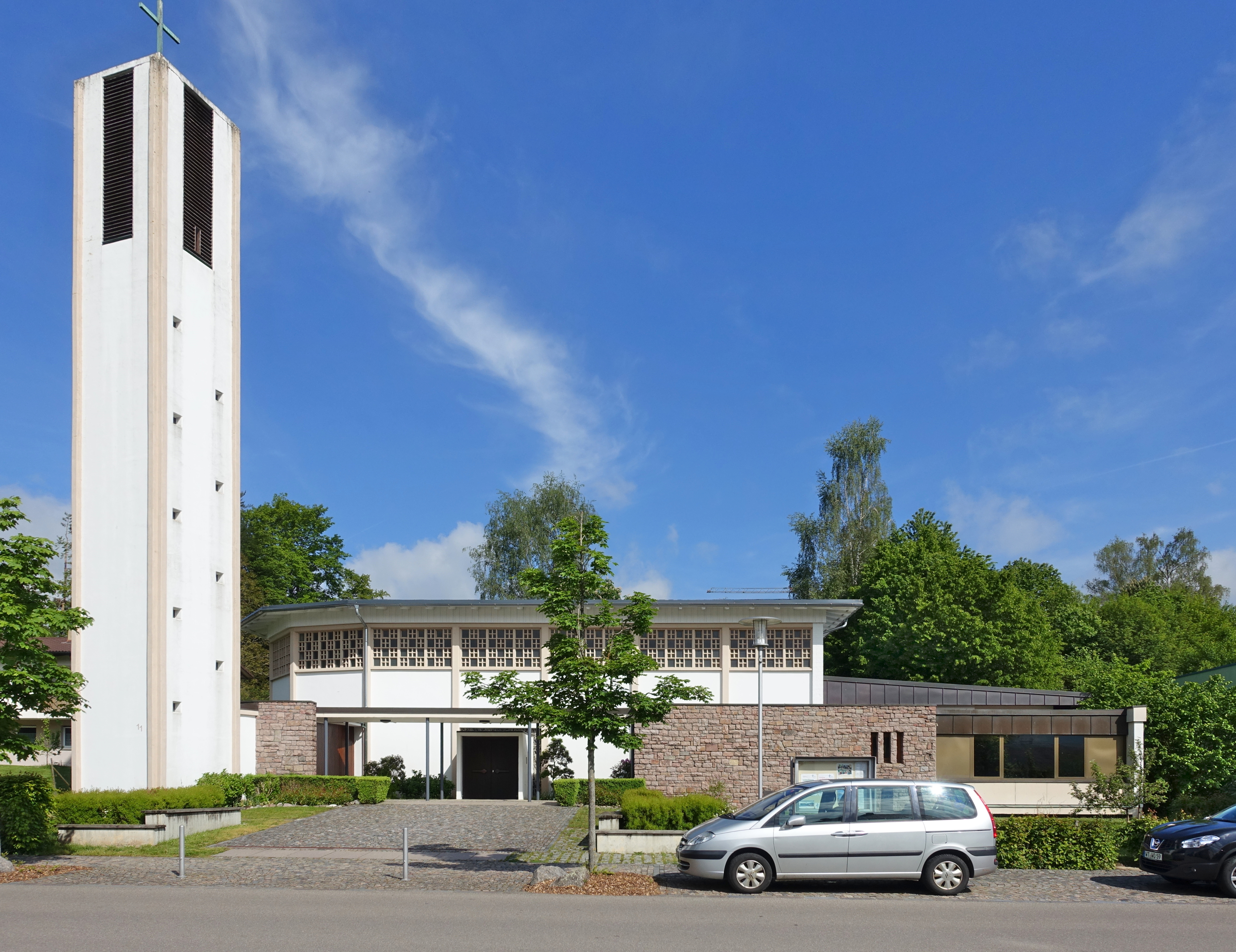
Evangelische Christuskirche Albbruck, erbaut 1958. Gotteshaus der evangelischen Kirchengemeinde Albbruck-Görwihl.

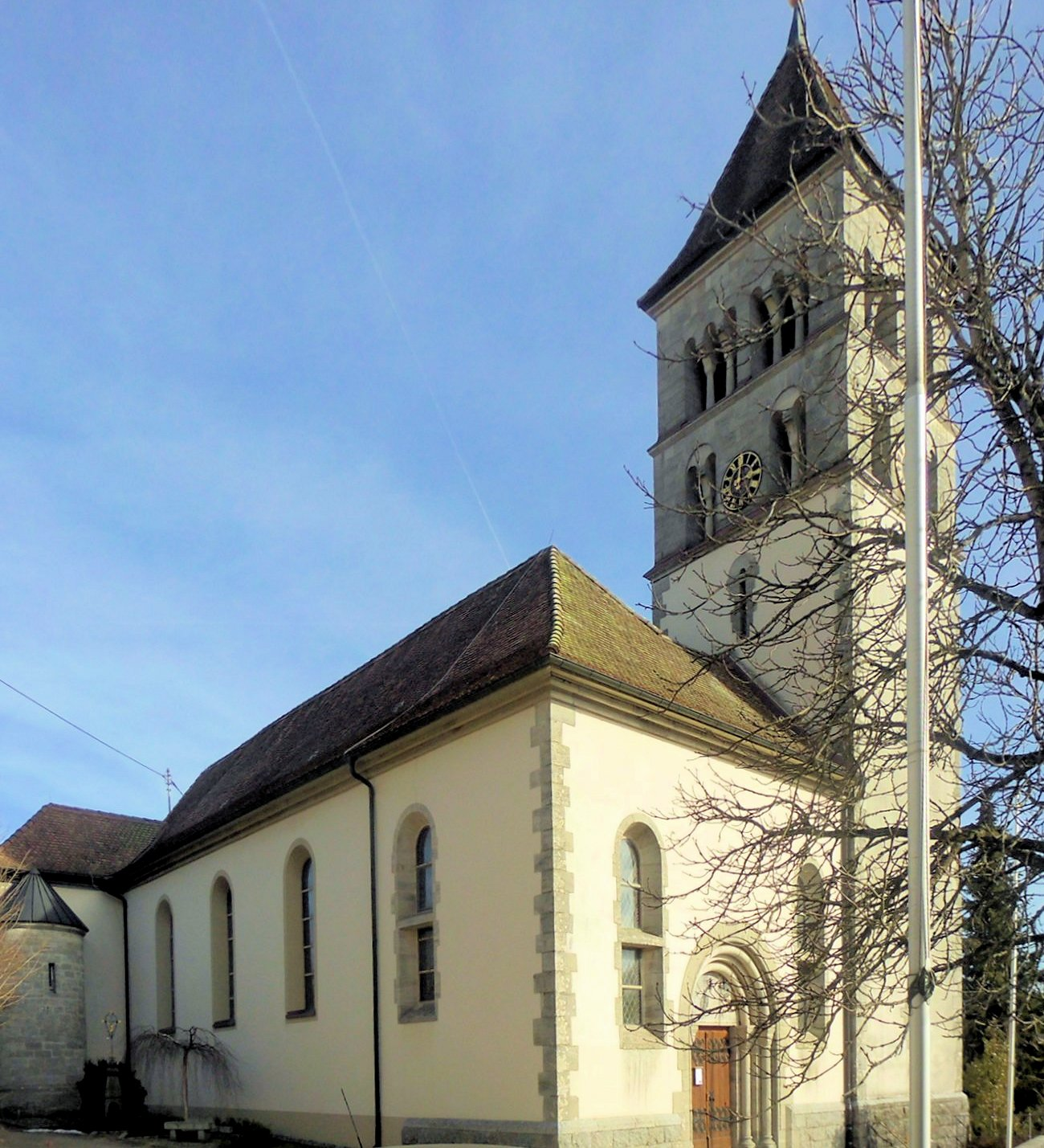
Kirche St. Laurentius im Ortsteil Unteralpfen

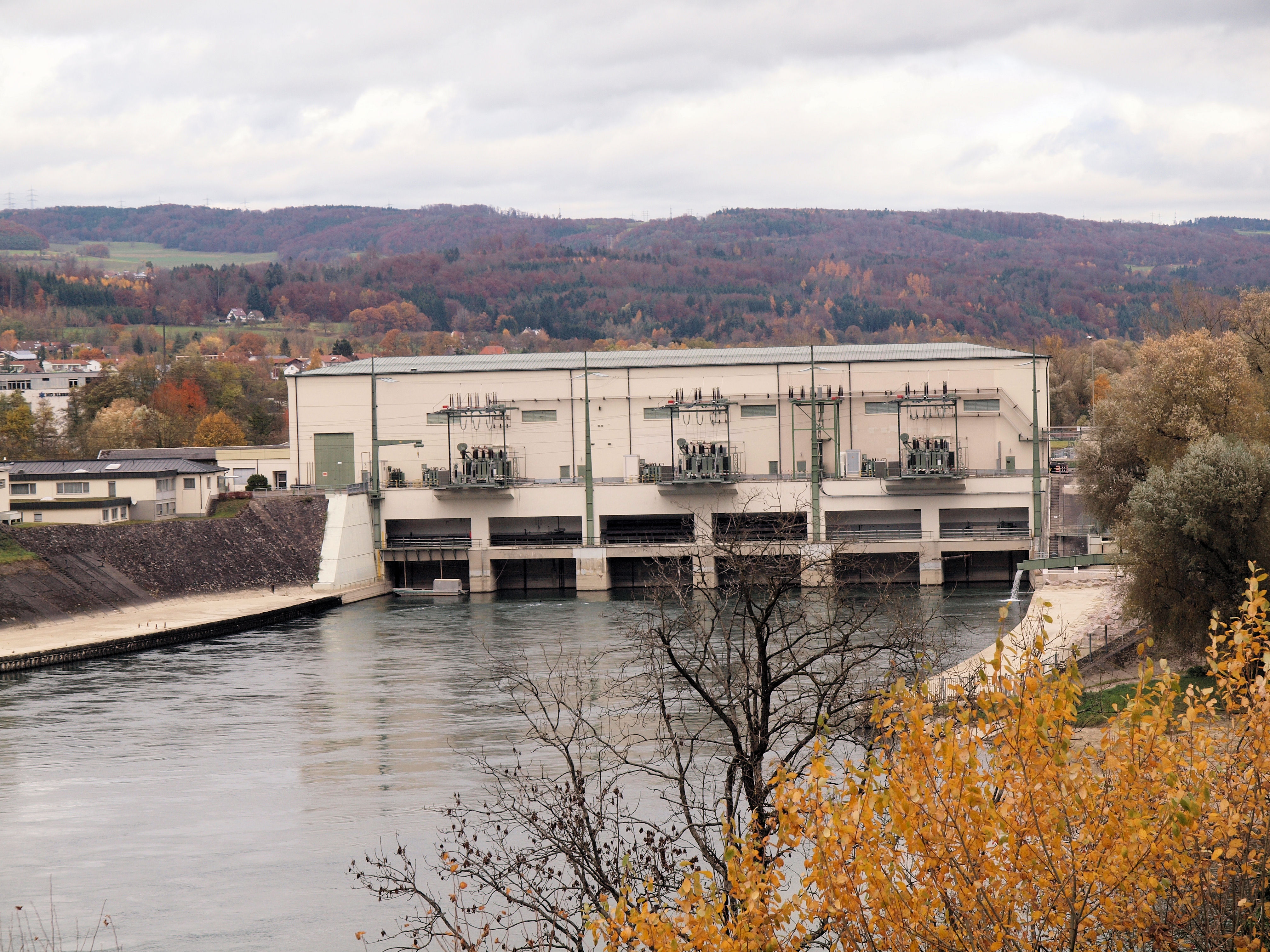
Maschinenhaus des Wasserkraftwerks Albbruck-Dogern

Das größte ortsansässige Unternehmen war die Papierfabrik Albbruck mit einer Kapazität von 310.000 Tonnen Papier/Jahr.
Im Januar 2011 gelangte es durch Kauf des finnischen Eigentümers Myllykoski an das ebenfalls finnische Unternehmen UPM-Kymmene, das die Papierfabrik zum Jahresbeginn 2012 schloss. UPM verkaufte sowohl das Areal als auch die Fabrik an die Karl-Gruppe aus Innernzell, die dort Gewerbebetriebe ansiedeln möchte.

### Verkehr

#### Bahnverkehr
Der Bahnhof Albbruck liegt an der Hochrheinbahn.

#### Radverkehr
Durch eine Alltagsroute aus dem Radnetz Baden-Württemberg ist Albbruck über den Ortsteil Albert und über Laufenburg (Baden) mit Bad Säckingen verbunden und über den Ortsteil Kiesenbach und über Dogern mit Waldshut-Tiengen.
Durch Albbruck verlaufen die folgenden Landes-Radfernwege:
- Der baden-württembergische Rheinradweg von Konstanz bis Mannheim ist Teil des Rheinradwegs, der von der Quelle des Rheins am Oberalppass im Schweizer Kanton Graubünden bis zur Mündung bei Rotterdam führt. Er verläuft von Waldshut kommend nach Albbruck und weiter über Laufenburg nach Bad Säckingen. Er ist am Hochrhein ausgewiesen als Eurovelo-Route 6 (Atlantik – Schwarzes Meer) und 15 (Rheinradweg)[18] und als D-Routen 6 (Donauroute) und 8 (Rhein-Route)[19].
- Der Südschwarzwald-Radweg führt auf derselben Trasse durch Albbruck. Er führt als Rundweg von Hinterzarten über Waldshut-Tiengen, Basel und Freiburg rund um den Naturpark Südschwarzwald.

#### Straße im Albtal
Eine touristisch bedeutende Straße ist die L 154, die Albbruck durch das Albtal mit St. Blasien verbindet. Seit Pfingsten 2015 ist sie jedoch zwischen Albbruck-Hohenfels und Görwihl-Tiefenstein wegen der Gefahr von Felsstürzen gesperrt. Ob sie je wieder geöffnet wird, ist ungewiss.

### Sport
In Albbruck befindet sich am Ufer der Alb knapp außerhalb des Stadtgebiets die Klettergebiete Erikafels und Wasserschlossfluh.

## Persönlichkeiten
- Johann Albiez (1654–1727), geboren in Buch, Salpetersieder und erster Anführer der Salpetererunruhen
- Johann Michael Hartmann (um 1725/30 – um 1810), Bildhauer des Spätbarock
- Leopold Mutter (1827–1887), geboren in Unteralpfen, Altar- und Porträtbildhauer
- Gustav Adolf Müller (1866–1928), geboren in Buch, Schriftsteller, Journalist, Archäologe und Pädagoge
- Jakob Ebner (1873–1960), geboren in Unteralpfen, Pfarrer und Heimatforscher
- Josua Leander Gampp (1889–1969), geboren in Buch, Graphiker, Maler und Hochschullehrer
- Hubert Ebner (1906–1990), geboren in Buch, Radsportler
- Henry Tröndle (1906–1991), geboren in Kiesenbach, Radsportler
- Albert Wasmer (1917–1988), geboren in Kiesenbach, Lokalpolitiker
- Herbert Tröndle (1919–2017), geboren in Kiesenbach, Rechtswissenschaftler
- Fridolin Pflüger (1947–2021), Jesuit, Pädagoge und Leiter des Jesuit Refugee Service (JRS) in Deutschland und Uganda
- Nico Denz (* 1994), deutscher Radrennfahrer, wohnt in Albbruck